# Tanja Hüberli
Tanja Hüberli (Reichenburg, 27 augustus 1992) is een Zwitserse beachvolleyballer die ook in de zaal gespeeld heeft. Met Nina Brunner won ze een bronzen medaille bij de Olympische Spelen en werd ze tweemaal Europese kampioen. Ze won daarnaast in totaal drie zilveren medailles bij de Europese kampioenschappen en nam tweemaal deel aan de Spelen.

## Carrière

### Tot en met 2015
Hüberli begon met volleybal bij VBC March en speelde vervolgens als middenaanvaller bij VBC Pfäffikon in de derde divisie. Van 2008 tot 2010 was ze actief voor TSV Jona in de eerste divisie en in dezelfde periode kwam ze uit voor het nationale team onder 19. In het seizoen 2010/2011 speelde ze in de zaal voor VBC Voléro Zürich. In 2010 werd ze in het beachvolleybal daarnaast tweede bij de Zwitserse kampioenschappen onder 21 en met Ines Egger negende bij de wereldkampioenschappen onder 19 in Porto. In 2012 debuteerde ze met Marlen Brunner in Gstaad in de FIVB World Tour. Datzelfde jaar nam ze met Fabienne Geiger deel aan de Europese kampioenschappen onder 23 in Assen waar het duo als negende eindigde.
Van 2013 tot en met 2015 vormde Hüberli een team met Tanja Goricanec. Het eerste seizoen deed het tweetal mee aan tien reguliere toernooien in de World Tour met als beste resultaat een vijfde plaats in Moskou. Bij de WK in Stare Jabłonki kwamen ze niet verder dan groepsfase en bij de EK in Klagenfurt verloren Goricanec en Hüberli in de tussenronde van de Tsjechische Kristýna Kolocová en Markéta Sluková. Verder was het duo actief op verschillende toernooien in de nationale beachvolleybalcompetitie. Met Sarah Leemann werd Hüberli daarnaast negende bij de WK onder 23 in Mysłowice. In 2014 namen Goricanec en Hüberli deel aan twaalf FIVB-toernooien, waarbij ze zesmaal als negende eindigden (Fuzhou, Stavanger, Gstaad, Den Haag, Stare Jabłonki en São Paulo). Bij de EK in Cagliari won het tweetal de zilveren medaille achter de Nederlandse Madelein Meppelink en Marleen van Iersel. Het seizoen daarop kwamen ze bij acht reguliere wedstrijden in de World Tour niet verder dan een negende plaats in Luzern. Bij de WK in Nederland bereikten Goricanec en Hüberli de zestiende finale die verloren werd van het Braziliaanse duo Maria Antonelli en Juliana Felisberta da Silva. Bij de EK in Klagenfurt eindigden ze als vijfde nadat ze in de kwartfinale werden uitgeschakeld door de Slowaakse Natália Dubovcová en Dominika Nestarcová.

### 2016 tot en met 2019

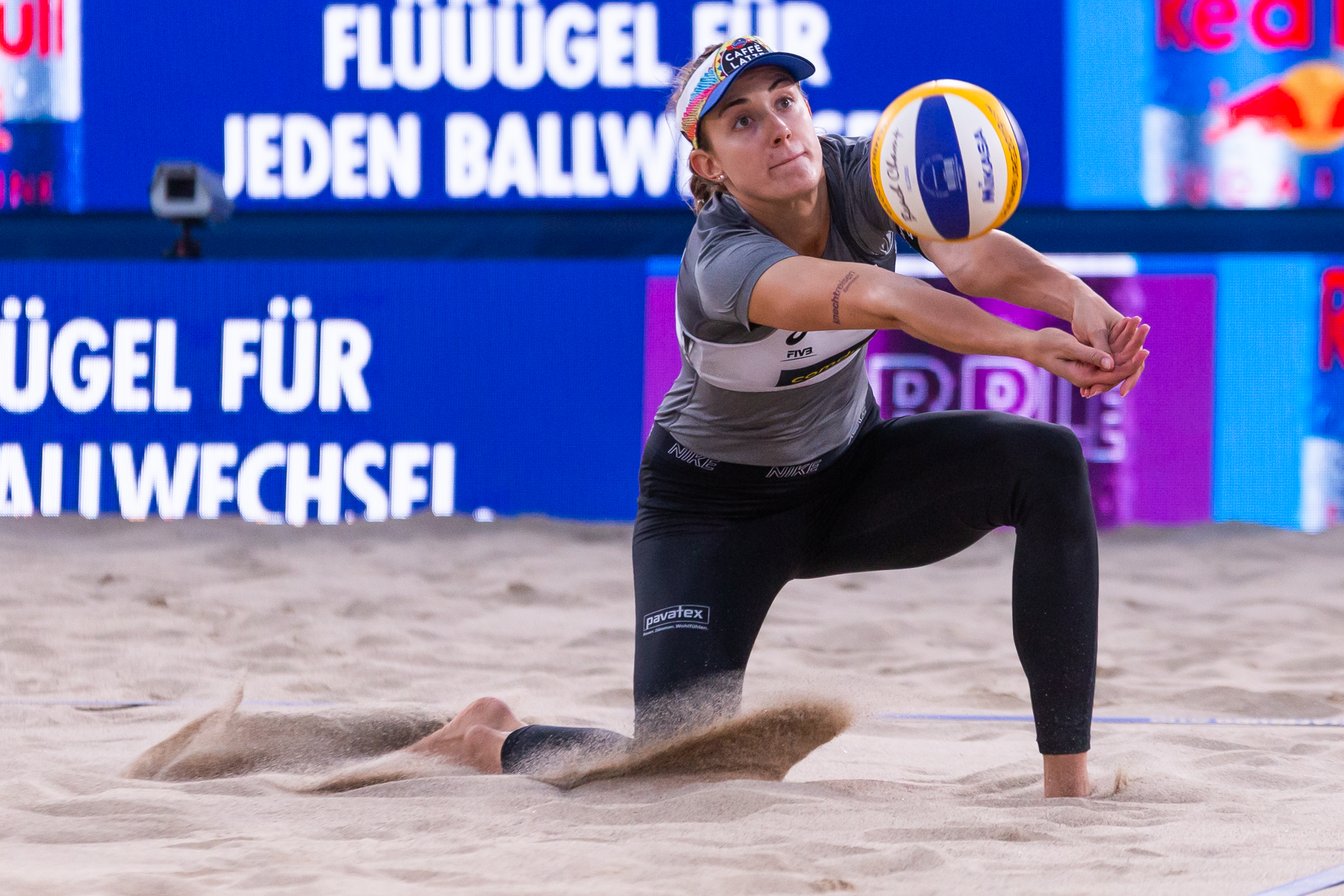
Hüberli in actie tijdens de WK in Hamburg (2019)

Van 2016 tot en met 2024 vormde Hüberli een duo met Nina Brunner. Tijdens hun eerste seizoen samen namen ze deel aan elf toernooien in de World Tour. Het duo behaalde twee vijfde plaatsen (Olsztyn en Poreč) en een derde plaats (Klagenfurt). Bij de EK in Biel/Bienne verloren Hüberli en Brunner de achtste finale van het Duitse tweetal Laura Ludwig en Kira Walkenhorst. Het jaar daarop speelden ze zeven reguliere World Tour-wedstrijden met een derde plaats in Poreč als beste resultaat. Bij de wereldkampioenschappen in Wenen bereikte het duo de achtste finale; deze werd verloren van de Canadese Melissa Humana-Paredes en Sarah Pavan. Bij de EK in Jūrmala kwamen Hüberli en Brunner tegen  het Tsjechische duo Kolocová en Michala Kvapilová eveneens niet verder dan de achtste finale. Na afloop eindigden ze als vijfde bij de World Tour Finals in Hamburg.
In het seizoen 2018 namen Hüberli en Brunner deel aan tien FIVB-toernooien. Ze behaalden twee derde (Den Haag en Moskou) en twee negende plaatsen (Ostrava en Gstaad). Daarnaast wonnen ze in Nederland de zilveren medaille bij de EK achter de Nederlandse Sanne Keizer en Meppelink. Het daaropvolgende seizoen speelde het duo opnieuw tien reguliere World Tour-wedstrijden, waarbij ze zevenmaal in de toptien eindigden. In Gstaad werden ze vierde, in Las Vegas en Wenen vijfde en in Yangzhou, Den Haag, Xiamen en Warschau negende. Bij de WK in Hamburg behaalden Hüberli en Brunner de vierde plaats nadat ze de wedstrijd om het brons van het Australische tweetal Mariafe Artacho del Solar en Taliqua Clancy hadden verloren. Bij de EK in Moskou werden ze in de tussenronde uitgeschakeld door het Oostenrijkse duo Lena Plesiutschnig en Katharina Schützenhöfer. Ze sloten het seizoen af met een negende plaats bij de Finals in Rome.

### 2020 tot en met 2024

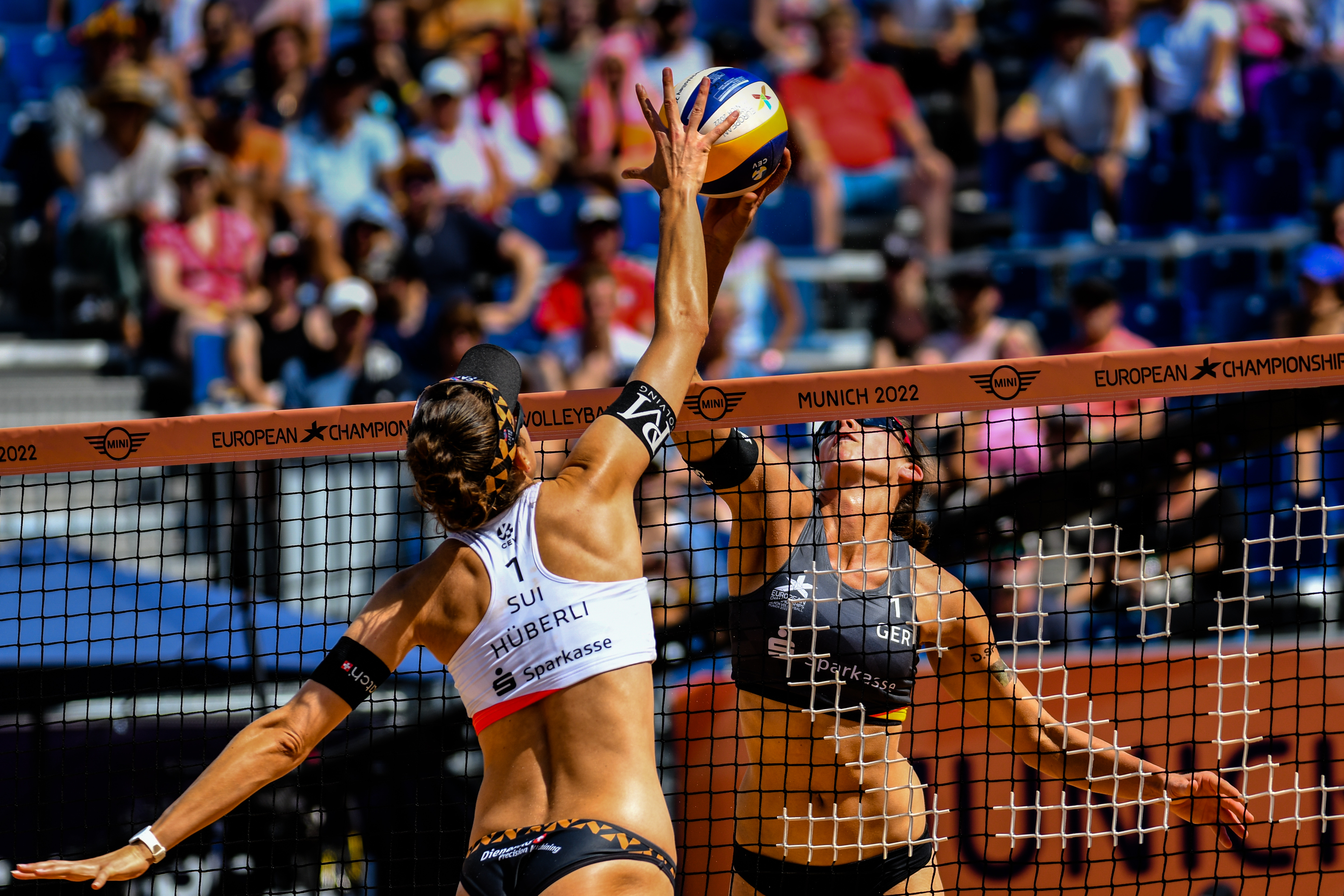
Hüberli (voor het net) in actie tijdens de EK in München (2022)

In 2020 wonnen Hüberli en Brunner het FIVB-toernooi in Baden en eindigden ze als negende bij de EK in Jūrmala nadat ze in de achtse finale werden uitschakeld door het Duitse duo Kim Behrens en Cinja Tillmann. Het jaar daarop behaalden ze bij zeven toernooien in de World Tour enkel toptienklasseringen met een tweede plaats in Sotsji als beste resultaat. Bij de Olympische Spelen in Tokio verloren ze in de achtste finale van hun landgenoten Joana Heidrich en Anouk Vergé-Dépré. Twee weken later wonnen Hüberli en Brunner in Wenen de Europese titel ten koste van de Nederlanders Katja Stam en Raïsa Schoon. Ze sloten het seizoen af met een zevende plaats bij de Finals in Cagliari. In 2022 namen ze deel aan zeven toernooien in de Beach Pro Tour – de opvolger van de World Tour. Ze behaalden daarbij onder meer een tweede plaats (Hamburg), twee derde plaatsen (Doha en Ostrava) en een vijfde plaats (Parijs). Bij de WK in Rome werden ze in de achtste finale uitgeschakeld door het Amerikaanse duo Kelley Kolinske en Sara Hughes. In München eindigden Hüberli en Brunner als tweede bij de EK nadat de finale verloren werd van Letse tweetal Tina Graudina en Anastasija Kravčenoka. Bij de seizoensfinale in Doha eindigden ze op een gedeelde vijfde plaats.
Het seizoen daarop deed het tweetal mee aan zes toernooien in de Pro Tour. Ze wonnen zilver bij het Elite16-toernooi van Doha, eindigden als vierde in Ostrava en bereikten in Uberlândia en Hamburg de kwartfinale. Bij de EK in Wenen werden Hüberli en Brunner voor de tweede keer Europees kampioen door het Spaanse duo Daniela Álvarez en Tania Moreno in de finale in twee sets te verslaan. Bij de WK in Tlaxcala bereikten ze de kwartfinale, waar ze door de Amerikanen Kristen Nuss en Taryn Kloth werden uitgeschakeld. In 2024 speelden Hüberli en Brunner zeven wedstrijden in de Pro Tour en behaalden hun eerste overwinning in de mondiale competitie. Ze wonnen namelijk de Elite16-toernooien van Tepic en Hamburg. Ze eindigden verder als tweede in Espinho en bereikten de kwartfinales in Doha en Ostrava. Bij de Olympische Spelen in Parijs won het duo de bronzen medaille. In de halve finale verloren ze in drie sets van het Canadese duo Melissa Humana-Paredes en Brandie Wilkerson en in de troostfinale wonnen ze in twee sets van Artacho del Solar en Clancy uit Australië. In oktober 2024 kondigde Brunner aan tijdelijk te stoppen met beachvolleybal, waardoor het duo na negen jaar uit elkaar ging.

### 2025
Hüberli ging na het stoppen van Brunner verder met Leona Kernen. Het duo maakte in 2025 hun debuut in de Pro Tour met een tweede plaats bij het Challenge-toernooi van Yucatán. 

## Palmares
Kampioenschappen
- 2014:  EK
- 2017: 9e WK
- 2018:  EK
- 2019: 4e WK
- 2021: 9e OS
- 2021:  EK
- 2022: 9e WK
- 2022:  EK
- 2023:  EK
- 2023: 5e WK
- 2024:  OS

FIVB World Tour
- 2016:  Klagenfurt Major
- 2017:  5* Poreč
- 2018:  4* Den Haag
- 2018:  4* Moskou
- 2020:  1* Baden
- 2021:  4* Sotsji

Beach Pro Tour
- 2022:  Doha Challenge
- 2022:  Elite16 Ostrava
- 2022:  Elite16 Hamburg
- 2023:  Elite16 Doha
- 2024:  Elite16 Tepic
- 2024:  Elite16 Espinho
- 2024:  Elite16 Hamburg
- 2025:  Yucatán Challenge